# Leninizmus
A leninizmus hivatalos szovjet változatáról lásd a marxizmus–leninizmus szócikket!
A leninizmus (avagy másként bolsevizmus) ideológia, a marxizmus Vlagyimir Iljics Lenin általi sajátos továbbfejlesztése, amely figyelmen kívül hagyja Karl Marxnak azt a történelmi következtetését, hogy a tőkés rendszer a kapitalizmusnak csak a legfejlettebb állapotában lesz képes előre lépni a forradalmi, osztály nélküli társadalomba. Lenin éppen ezt hagyta figyelmen kívül, amikor azt állította, hogy az a legfejletlenebb, történetesen az oroszországi fejlődési fokon is győzelmet arathat. Ezt a nézetét, amit bolsevizmus néven ismer a világ, mint forradalmi erőre, a frontról hazaözönlő hatalmas [túlsúlyban paraszti, tehát nem munkás származású] katonatömegeinek a pillanatnyi szociális állapotok elleni jogos, de csak elemi felháborodására alapozta, mely energia bár elegendő volt a pillanatnyi fegyveres harc "győztes" megvívására, és majd egyes későbbi sikerek megmutatására, a további évtizedekben egy fejlettebb osztály nélküli társadalom kivívásához kevésnek bizonyult és törvényszerűen, szinte magától összeomlott...

## Az ideológia elemei
Lenin főbb újításai az eredeti marxizmushoz képest:
- A kommunista párt döntő szerepe a kommunizmushoz vezető út során. Az eredeti marxi állásponthoz képest, mely szerint a kapitalizmus megdöntése után a folyamatok maguktól mennek tovább a kommunista társadalom felé, Lenin úgy vélte, a szubjektív emberi tényező igen fontos. Egy ideológiailag felvértezett kisebbség (a párt) képes arra, hogy elősegítse a kommunizmushoz vezető úthoz szükséges társadalmi változásokat.
- A kapitalizmus világméretű megdöntése, a világforradalom kezdőpontja nem a legfejlettebb kapitalista államokban kell hogy megtörténjék, hanem éppen ellenkezőleg, a kapitalizmus leggyengébb pontjain, az iparilag kevésbé fejlett kapitalista államokban.
- A munkásosztály mellett a szegényparasztság is forradalmi osztály. Az iparilag fejletlenebb országokban a kis létszámú munkásosztályt a szegényparasztság egészíti ki, így elegendő mértékű munkásosztály nélkül is lehetséges a proletárdiktatúra.
- A 20. század eleji imperializmusnak a kapitalizmus utolsó lépcsőfokaként való felfogása.

A kommunisták egy része a leninizmust sem tartja kommunizmusnak, hanem az eszme elferdüléseként tekint rá (pl. Rosa Luxemburg álláspontja).